# Pacific Gas & Electric (Band)
Pacific Gas & Electric (PG&E) war eine US-amerikanische Bluesrock-Band, die von 1967 bis 1973 bestand. Ihr größter Hit war Are You Ready? aus dem Jahr 1970. Unüblich für die Zeit hatte die Band sowohl schwarze als weiße Mitglieder.

## Bandgeschichte
Die Band wurde 1967 in Los Angeles gegründet. Die ursprünglichen Mitglieder waren Tom Marshall (Gitarre), Brent Block (Bass), Glenn Schwartz (Leadgitarre, zuvor bei der James Gang) und Charlie Allen (Schlagzeug, zuvor bei Bluesberry Jam). Als klar wurde, dass Allen die beste Stimme hatte, wurde er Frontmann und Frank Cook (zuvor bei Canned Heat) kam als Schlagzeuger. Zunächst nannten sie sich Pacific Gas and Electric Blues Band, verkürzten den Namen jedoch, als sie bei Kent Records einen Vertrag bekamen. Ihr erstes Album Get It On (1968) war nur mäßig erfolgreich, doch der Auftritt der Band beim Miami Pop Festival im Mai 1968 verschaffte ihnen einen neuen Vertrag bei Columbia Records.
Der Durchbruch gelang Pacific Gas & Electric 1970 mit ihrem zweiten Columbia-Album Are You Ready. Der Titelsong erreichte Position 14 in den Billboard Hot 100. Im gleichen Jahr waren sie beteiligt an der Musik des Films Tell Me That You Love Me, Junie Moon von Otto Preminger mit Liza Minnelli in der Hauptrolle.
Es folgten verschiedene Personalwechsel und Erweiterungen, unter anderem mit Keyboard und Blasinstrumenten. Auf Druck des gleichnamigen Energieversorgers wurde der Bandname 1971 in PG&E geändert. 1973 löste sich die Gruppe auf. Charlie Allen nahm in diesem Jahr noch ein letztes Album Pacific Gas & Electric Starring Charlie Allen mit Studiomusikern auf.

## Diskografie

### Studioalben
| Jahr | Titel                    | Höchstplatzierung, Gesamtwochen, AuszeichnungChartsChartplatzierungen (Jahr, Titel, Platzierungen, Wochen, Auszeichnungen, Anmerkungen) | Anmerkungen                |
| Jahr | Titel                    | US | Anmerkungen                |
| ---- | ------------------------ | --- | -------------------------- |
| 1968 | Get It On                | US159 (12 Wo.)US | Erstveröffentlichung: 1968 |
| 1969 | Pacific Gas and Electric | US91 (8 Wo.)US | Erstveröffentlichung: 1969 |
| 1970 | Are You Ready?           | US101 (11 Wo.)US | Erstveröffentlichung: 1970 |
| 1971 | PG&E                     | US182 (8 Wo.)US | Erstveröffentlichung: 1971 |

Weitere Veröffentlichungen
- 1973: Starring Charlie Allen
- 1973: The Best of PG&E
- 2007: Live 'N' Kicking at Lexington

### Singles
| Jahr | Titel Album                 | Höchstplatzierung, Gesamtwochen, AuszeichnungChartplatzierungen (Jahr, Titel, Album, Platzierungen, Wochen, Auszeichnungen, Anmerkungen) | Höchstplatzierung, Gesamtwochen, AuszeichnungChartplatzierungen (Jahr, Titel, Album, Platzierungen, Wochen, Auszeichnungen, Anmerkungen) | Höchstplatzierung, Gesamtwochen, AuszeichnungChartplatzierungen (Jahr, Titel, Album, Platzierungen, Wochen, Auszeichnungen, Anmerkungen) | Anmerkungen                          |
| Jahr | Titel Album                 | DE | CH | US | Anmerkungen                          |
| ---- | --------------------------- | --- | --- | --- | ------------------------------------ |
| 1970 | Are You Ready?              | DE16 (5 Wo.)DE | CH9 (6 Wo.)CH | US14 (12 Wo.)US | Erstveröffentlichung: April 1970     |
| 1970 | Father Come on Home         | — | — | US93 (3 Wo.)US | Erstveröffentlichung: September 1970 |
| 1972 | Thank God for You Baby PG&E | — | — | US97 (2 Wo.)US | Erstveröffentlichung: März 1972      |